# قائمة مساجد باكو
ما يلي قائمة بالمساجد التي تقع في العاصمة الأذريبجانية باكو.

## القائمة

### مساجد
| الاسم                         | صورة  | التاريخ      | ملاحظات |
| ----------------------------- | ----- | ------------ | --- |
| مسجد تكييا                    |       | القرن 13     | هو مسجد في المدينة القديمة، ومن الآثار المعمارية في المدينة. |
| مسجد حاجي باني                |       | القرن 14     | يقع مسجد حاجي باني بالقرب من مجمع قصر الشروانشاهيين، في مدينة باكو ومعلم تاريخي وثقافي ذو أهمية وطنية. |
| مسجد ملا أحمد                 |       | القرن 14     | هو مسجد واقع في المدينة القديمة، في مدينة باكو ونصب تذكاري وطني. |
| مسجد تشين                     |       | 1375م        | هو مسجد تاريخي يعود إلى القرن الرابع عشر، يقع في المدينة القديمة، قرب حديقة علي آغا وحيد. |
| مسجد خيدير                    |       | 1301م        | مسجد خيدير هو مسجد نصب تذكاري وطني واقع في المدينة القديمة. تم بناء مسجد خيدير على السلالم في عام 1301. |
| مسجد ميرزا أحمد               |       | 1345م        | يقع مسجد ميرزا أحمد في مدينة باكو، عاصمة أذربيجان في الجزء التاريخي من المدينة القديمة. |
| مسجد الشيخ إبراهيم (أذربيجان) |       | 1415م        | هو مسجد واقع في المدينة القديمة في عاصمة الأذريبجانية باكو. |
| مسجد الجمع (المدينة القديمة)  |       | 1899م        | تم بناء مسجد الجمعة الواقع في المدينة القديمة مكان معبد عبدة النار القديم وتم إنشاء المجد الجديد في مكان المبعد على حساب الإنسان المحسن - الحاج شيخ علي داداشوف في اواخر القرن التاسع عشر وأوائل القرن العشرين. |
| مسجد عاشور                    |       | 1169م        | مسجد عاشور هو مسجد واقع في المدينة القديمة، في شارع عاسف زينلي. |
| مسجد طوبا شاهي                |       | 1481 - 1482م | هو مسجد في مقاطعة مردكان بمدينة باكو. يعتبر نصب معماري لأذربيجان. |
| مسجد مورتوزى موختاروف         |       | 1901-1908م   | هو مسجد بمآذنين واقعة في قرية أميرجان في شارع واقف، لمحافظة سوراخاني عاصمة باكو في أذربيجان. كان البدء في بناء مسجد مورتوزى موختاروف في عام 1901 من قبل سكان أميرجان. ومع ذلك، بسبب الصعوبات المادية، تم تعليق بناء المسجد. التجأ السكان للحصول على المساعدة إلى قطب المليونير النفط، وهو مواطن ومحسن و من قرية مورتوزى موختاروف. |
| مسجد أجدر باي                 |       | 1913م        | مسجد أجدر باي ومن المعروف باسم "التحالف" المسجد أيضا، أنشاء في عام 1912. مهندسه المعماري زيفار باي أحمدبايوف. |
| مسجد طازه بير                 |       | 1905 - 1914م | مسجد طازه بير هو مسجد واقع في مقاطعة آبشوران والمبنى هو عمره أكثر من قرن. |
| مسجد بابا كوهي باكوفي         |       | القرن 9      | يقع مسجد بابا كوهي باكوفي في المدينة القديمة في باكو لعاصمة أذربيجان. تم اكتشاف المسجد بنتيجة الحفريات الأثرية في الفترة 1990-1993،التي أجراها عالم الآثار فرهاد إبراهيموف. |
| مسجد بيلار                    |       | 1895م        | يقع مسجد بيلار في المدينة القديمة قرب مجمع قصر الشروانشاهيين وتم بناء في عام 1895. |
| مسجد بيبي-هيبت                |       | 1281 - 1282م | مسجد بيلار هو أحد أبرز مساجد مدينة باكو عاصمة أذربيجان، شُيِّد البناء الأصلي خلال القرن الثالث عشر على يد الشروان شاه فروخ زاده الثاني، أمَّا المبنى الحالي فقد أُنشأ خلال عقد التسعينيَّات من القرن العشرين، بعد أن قام البلاشفة بهدم البناء الأصلي في سنة 1936م.                                                                        |
| مسجد حيدر                     | [ 4 ] | 2013 - 2015م | مسجد حيدر هو مسجد شهير يقع في باكو عاصمة دولة أذربيجان. يقع المسجد في منطقة بينقدي؛ ويُعد أكبر مسجد في القوقاز. |